# 德钦粉背蕨
德钦粉背蕨（学名：Aleuritopteris argentea var. flava）为中国蕨科粉背蕨属下的一个变种。

## 扩展阅读
- 維基物種上的相關：德钦粉背蕨